# Canadas Grand Prix 2019
Canadas Grand Prix 2019 (formelt Formula 1 Pirelli Grand Prix du Canada 2019) var et løb i Formel 1-serien, der blev afholdt den 9. juni 2019 på Circuit Gilles Villeneuve i Montreal i Quebec i Canada. Det var det syvende løb i 2019-mesterskabet for 2019, den 56. gang, at der blev afviklet Canadian Grand Prix og den 15. gang at løbet var en del af Formel 1 verdensmesterskabet. 
Løbet blev vundet af Lewis Hamilton efter at der blev givet en kontroversiel tidsstraf til løbets førende kører, Sebastian Vettel, der endte på en andenplads.